# Agrilus quadriguttatus
Agrilus quadriguttatus é uma espécie de escaravelho perfurador de madeira metálico da família Buprestidae. É conhecida a sua existência na América do Norte.

## Subespecie
Estes três subespecies pertencem à espécie Agrilus quadriguttatus:
- Agrilus quadriguttatus fulminans Fisher, 1928
- Agrilus quadriguttatus niveiventris Corno, 1891
- Agrilus quadriguttatus quadriguttatus Gory, 1841